# The Bourne Supremacy
The Bourne Supremacy (no Brasil, A Supremacia Bourne / pt: Supremacia) é um filme de ação, espionagem e thriller baseado no livro homônimo de Robert Ludlum. Também é a sequência do filme de 2002, The Bourne Identity. A supremacia continua a história de Jason Bourne, um homem com amnésia e assassino experiente tentando descobrir mais sobre seu passado sombrio.
Foi lançado pela Universal Studios nos cinemas dos Estados Unidos em 23 de Julho de 2004. No Brasil, foi lançado em 24 de setembro do mesmo ano.

## Sinopse
Dois anos após o primeiro filme, Jason Bourne têm levado uma vida anônima ao lado de Marie; deixando para trás seu passado como matador. Constantemente mudam de endereço quando suspeitam que foram descobertos. Um agente russo aparece na vila onde moram e assassina Marie por engano. Isso, somado a uma ameaça internacional de perseguição, faz Jason rever velhos inimigos de volta aos novos tempos.

## Elenco
| Ator               | Papel         |
| ------------------ | ------------- |
| Matt Damon         | Jason Bourne  |
| Karl Urban         | Kirill        |
| Julia Stiles       | Nicky Parsons |
| Brian Cox          | Ward Abbott   |
| Gabriel Mann       | Danny Zorn    |
| Joan Allen         | Pamela Landy  |
| Marton Csokas      | Jarda         |
| Tom Gallop         | Tom Cronin    |
| John Bedford Lloyd | Teddy         |
| Karel Roden        | Gretkov       |
| Michelle Monaghan  | Kim           |
| Oksana Akinshina   | Irena Neski   |
| Franka Potente     | Marie         |
| Chris Cooper       | Conklin       |

## Personagens

### Jason Bourne
Interpretado por Matt Damon.
Fluente em diversos idiomas, também possui conhecimento em diversas técnicas de combate. Sofre de amnésia após abortar uma missão. Na busca por sua origem e identidade, se depara com pessoas que querem eliminá-lo.

### Marie Helena Kreutz
Interpretada por Franka Potente.
Agora ela e Bourne vivem juntos, mudando de endereço sempre até que foram descobertos.

### Ward Abbott
Interpretado por Brian Cox.
Diretor da CIA. Está visivelmente ansioso para ver Jason Bourne morto, pois está ligado com o dinheiro roubado da CIA e ainda pode ser punido por isso.

### Nicky Parsons
Interpretada por Julia Stiles.
Era responsável por monitorar a saúde mental dos agentes do projeto Treadstone, por isso, foi convocada para ajudar a encontrá-lo. Acaba se tornando aliada de Bourne em sua busca pela verdade a respeito de si.

### Kirill
Interpretado por Karl Urban.
Matador do Serviço Secreto Russo. Trabalha para Gretkov e auxilia Abbott.

### Danny Zorn
Interpretado por Gabriel Mann.
Ex-assistente de Alexander Conklin.

### Pamela Landy
Interpretada por Joan Allen.
Diretora de uma força-tarefa encarregada de encontrar Jason Bourne. É uma mulher de fibra, acaba auxiliando Bourne em sua luta pessoal.

## Recepção
No site agregador de críticas Rotten Tomatoes, 81% das 189 avaliações dos críticos são positivas. O consenso diz que o filme é "a sequencia bem feita que oferece as emoções".

## Prêmios
- Recebeu duas indicações ao MTV Movie Awards, nas categorias de melhor ator (Matt Damon) e melhor cena de ação.[3]